# Acacia lasiopetala
Acacia lasiopetala är en ärtväxtart som beskrevs av Daniel Oliver. Acacia lasiopetala ingår i släktet akacior, och familjen ärtväxter. Inga underarter finns listade i Catalogue of Life.